# Ibru
Ibru falu Romániában, Erdélyben, Fehér megyében.

## Fekvése
Rakató mellett fekvő település.

## Története
Ibru korábban Rakató része volt, 1956  körül vált külön, ekkor 48 lakosa volt.
1966-ban 76, 1977-ben 24, 1992-ben 9, 2002-ben pedig 3 román lakosa volt.